# صلاح‌الدین پاشالی
صلاح‌الدین پاشالی (به ترکی استانبولی: Selahattin Paşalı؛ زاده ۲ فوریه ۱۹۹۰) بازیگر سریال‌های ترکیه‌ای است.

## زندگی و شغل
پاشالی در ۲ فوریه ۱۹۹۰ در موغله، بودروم زاده شد. او در سن ۱۴ سالگی به باشگاه ورزشی داروشافاکا منتقل شد. او در تمام جوانان کاپیتان تیم بود. وی تحصیلات خود را در بوداپست با تحصیل در رشته مدیریت هنر به پایان رساند. سپس بازیگری را در آتلیه کرافت فرا گرفت. وی فعالیت بازیگری خود را در سال ۲۰۱۷ با سریال ضربان قلب آغاز کرد که از شو تی‌وی پخش شد. سپس در سال ۲۰۱۸، او در مجموعه تلویزیونی یک امید کافی است بازی کرد. در سال ۲۰۱۹، او در مجموعه تلویزیونی لکه بازی کرد که از کانال د پخش می‌شد. در سال ۲۰۲۰، او کار خود را با مجموعه تلویزیونی بابل با بازی خالد ارگنچ و اوزان گوون ادامه داد. بار دیگر در سال ۲۰۲۰، پاشالی با ترسیم شخصیت «عثمان دمیرکان» در سریال عشق ۱۰۱ در نتفلیکس شناخته شد.

## فیلم‌شناسی

### تلویزیون
| سال       | عنوان            | نقش           | یادداشت    |
| ۲۰۱۷–۲۰۱۸ | ضربان قلب        | آلپ سونگور    | شخصیت کمکی |
| ۲۰۱۸      | یک امید کافی است | آردا اوزکان   | شخصیت کمکی |
| ۲۰۱۹      | لکه              | آردا ینیلمز   | شخصیت کمکی |
| ۲۰۲۰      | بابل             | هاکان یاوونجو | شخصیت کمکی |
| ۲۰۲۲      | عمر              | عمر آدم اوعلو | شخصیت اصلی |

### دیجیتال
| سال  | عنوان             | نقش           | یادداشت         |
| ۲۰۲۰ | عشق ۱۰۱           | عثمان دمیرکان | سریال، نقش اصلی |
| ۲۰۲۱ | عشق ۱۰۲           | عثمان دمیرکان | سریال، نقش اصلی |
| ۲۰۲۱ | نیمه‌شب در کاخ پرا |               | سریال، نقش اصلی |